# Marcus Cornelius Maluginensis (Decemvir)
Marcus Cornelius Maluginensis war ein römischer Senator, Politiker und Militär.
Marcus Cornelius Maluginensis war ein Vertreter des Zweiges der Maluginensier der Familie der Cornelier. Er war Sohn von Lucius Cornelius Maluginensis Uritinus. 450 und 449 v. Chr. soll er Mitglied des Gremiums der Decemviri legibus scribundis gewesen sein, die das Zwölftafelgesetz verbessert haben sollen. Die Existenz von Marcus Cornelius Maluginensis ist wie die aller Personen der römischen Geschichte vor dem 4. Jahrhundert v. Chr. fraglich, jedoch kann die Historizität des Marcus Cornelius mittlerweile als relativ gesichert angesehen werden.